# 白川恵翔
白川 恵翔（しらかわ けいしょう、2001年6月4日 - ）は、徳島県三好郡東みよし町出身のプロ野球選手（投手）。右投右打。

## 経歴

### プロ入り前
小学3年生で野球を始め、「江南パワーズ」に所属した。美馬市立江原中学校では、軟式野球部だった。中学野球引退後、強肩を見込んだ教頭の勧めでジャベリックスローに取り組み、ジュニアオリンピック陸上競技大会では同競技で71m32を記録し優勝した。
徳島県立池田高等学校で野球部に所属した父の影響で、同校に進学した。1年夏から公式戦に登板し、2年時には背番号1を付け、球速も最速140km/hを記録するも、秋の県大会後に腰椎分離症が発覚する。リハビリの傍ら投球フォーム修正に取り組み、夏の徳島大会では146km/hを記録するも、準決勝では徳島県立富岡西高等学校に敗れ敗退した。体格や雰囲気から、池田高校OBの水野雄仁になぞらえ「阿波の金太郎2世」とも呼ばれた。
プロ志望届を提出するも同年のドラフト会議では指名漏れ、四国アイランドリーグplus・徳島インディゴソックスに特別合格で入団。背番号は19。

### 四国IL・徳島時代
1年目の2020年は12試合に登板し、防御率2.79を記録した。
2021年は開幕投手に抜擢されるも、高知ファイティングドッグスの藤井皓哉との投げ合いで敗戦、その後も結果は残せず防御率5点台でシーズンを終えた。
2022年、4月22日の福岡ソフトバンクホークス三軍との交流戦で調整中だった柳田悠岐と対戦し、全球ストレートで2打席凡退に抑えるなど手応えを掴み、最終的に22試合に登板し7勝2敗、防御率1.83を記録した。
2023年3月25日、自身2度目の開幕投手を務め、勝利を挙げた。オープン戦では自己最速の150km/hを記録したうえ、シーズン中にはさらに154km/hに伸ばした。また同年の奪三振率は10.99で、リーグ1位であった。
2024年3月30日、2年連続で開幕投手となり勝利を挙げた。

### SSG時代
2024年5月22日、KBOリーグ・SSGランダースは、主力の外国人先発投手であったロエニス・エリアスが負傷により6週間以上の離脱となったことを受け、同年よりKBOリーグに新設された「負傷代替外国人選手」の制度により、白川を獲得することを発表。6週間の期限付き移籍となり、報酬は180万円、背番号は43。なお白川は同制度による適用第1号選手となったほか、KBOリーグでは門倉健（元SKワイバーンズ・サムスンライオンズ）以来13年ぶり、NPB経験のない選手では森一馬（元ロッテ・ジャイアンツ）以来21年ぶりの外国人枠の日本人選手となった。
6月1日、高尺スカイドームでのキウム・ヒーローズ戦に先発投手として初登板し、5回無失点で初勝利を挙げた。NPB未経験の日本人選手がKBOリーグで勝利投手となるのは初めて。2度目の登板となった同月7日のロッテ・ジャイアンツ戦では1回2/3で8失点と打ち込まれたものの、その後は大崩れせず27日までに5試合に先発し2勝2敗の成績を残した。7月2日、SSGは当初予定通り6週間でのエリアスの復帰と白川との契約終了を決定したと発表、白川は翌3日にウェイバー公示された。

### 斗山時代
2024年7月10日、負傷によりブランドン・ワデルが離脱した斗山ベアーズに、SSG時代同様負傷代替外国人選手として移籍した。背番号は11。契約額は400万円となった。8月20日に契約が満了したものの、ワデルの復帰が遅れていることから、15日間・140万円で契約を延長した。インセンティブを含めた場合、契約額は約200万円となる。しかし、移籍後の8月23日のハンファ・イーグルス戦に登板した後に右肘の痛みを訴え、8月27日、出場選手登録が抹消され、9月4日、契約が終了し、9月5日、ウェーバー公示され、9月12日、自由契約選手となった。

### 徳島復帰
2024年9月20日、期限付き移籍終了となり徳島に復帰したことが公示された。同日発表されたリーグチャンピオンシップ出場選手に含まれている。

## 人物
2024年に徳島に在籍した韓国出身の張賢眞（登録名「ヒョンジン」）とは交友を結び、同年オフの2024 WBSCプレミア12決勝戦をともに観戦した。

## 詳細情報

### 年度別投手成績
| 年 度     | 球 団     | 登 板 | 先 発 | 完 投 | 完 封 | 無 四 球 | 勝 利 | 敗 戦 | セ 丨 ブ | ホ 丨 ル ド | 勝 率 | 打 者 | 投 球 回 | 被 安 打 | 被 本 塁 打 | 与 四 球 | 敬 遠 | 与 死 球 | 奪 三 振 | 暴 投 | ボ 丨 ク | 失 点 | 自 責 点 | 防 御 率 | W H I P |
| --------- | --------- | ----- | ----- | ----- | ----- | -------- | ----- | ----- | -------- | ----------- | ----- | ----- | -------- | -------- | ----------- | -------- | ----- | -------- | -------- | ----- | -------- | ----- | -------- | -------- | ------- |
| 2024      | SSG       | 5     | 5     | 0     | 0     | 0        | 2     | 2     | 0        | 0           | .500  | 106   | 23.0     | 29       | 3           | 9        | 0     | 1        | 27       | 0     | 0        | 16    | 13       | 5.09     | 1.65    |
| 2024      | 斗山      | 7     | 7     | 0     | 0     | 0        | 2     | 3     | 0        | 0           | .400  | 158   | 34.1     | 30       | 3           | 24       | 0     | 2        | 19       | 5     | 0        | 25    | 23       | 6.03     | 1.57    |
| '24計     | 斗山      | 12    | 12    | 0     | 0     | 0        | 4     | 5     | 0        | 0           | .444  | 264   | 57.1     | 59       | 6           | 33       | 0     | 3        | 46       | 5     | 0        | 41    | 36       | 5.65     | 1.60    |
| 通算：1年 | 通算：1年 | 12    | 12    | 0     | 0     | 0        | 4     | 5     | 0        | 0           | .444  | 264   | 57.1     | 59       | 6           | 33       | 0     | 3        | 46       | 5     | 0        | 41    | 36       | 5.65     | 1.60    |

- 2024年度シーズン終了時

### 独立リーグでの投手成績
| 年 度    | 球 団    | 登 板 | 先 発 | 完 投 | 完 封 | 無 四 球 | 勝 利 | 敗 戦 | セ 丨 ブ | ホ 丨 ル ド | 勝 率 | 打 者 | 投 球 回 | 被 安 打 | 被 本 塁 打 | 与 四 球 | 敬 遠 | 与 死 球 | 奪 三 振 | 暴 投 | ボ 丨 ク | 失 点 | 自 責 点 | 防 御 率 | W H I P |
| -------- | -------- | ----- | ----- | ----- | ----- | -------- | ----- | ----- | -------- | ----------- | ----- | ----- | -------- | -------- | ----------- | -------- | ----- | -------- | -------- | ----- | -------- | ----- | -------- | -------- | ------- |
| 2020     | 徳島     | 12    | 8     | 0     | 0     | 0        | 1     | 3     | 0        | 2           | .250  | 157   | 38.2     | 35       | 1           | 12       | --    | 3        | 26       | 2     | 0        | 14    | 12       | 2.79     | 1.22    |
| 2021     | 徳島     | 16    | 13    | 1     | 0     | 0        | 2     | 6     | 0        | 0           | .250  | 299   | 63.2     | 90       | 5           | 25       | --    | 0        | 42       | 3     | 1        | 49    | 38       | 5.37     | 1.81    |
| 2022     | 徳島     | 22    | 16    | 3     | 1     | 0        | 7     | 2     | 0        | 0           | .778  | 381   | 93.2     | 69       | 2           | 31       | --    | 2        | 102      | 4     | 1        | 24    | 19       | 1.83     | 1.07    |
| 2023     | 徳島     | 15    | 14    | 0     | 0     | 0        | 4     | 3     | 0        | 0           | .571  | 245   | 55.2     | 46       | 0           | 32       | --    | 4        | 68       | 4     | 0        | 27    | 22       | 3.56     | 1.40    |
| 2024     | 徳島     | 7     | 6     | 0     | 0     | 0        | 4     | 1     | 0        | 0           | .800  | 132   | 31.0     | 26       | 0           | 21       | --    | 3        | 35       | 2     | 0        | 8     | 8        | 2.32     | 1.52    |
| 通算:5年 | 通算:5年 | 72    | 57    | 4     | 1     | 0        | 18    | 15    | 0        | 2           | .545  | 1214  | 282.2    | 266      | 8           | 121      | --    | 12       | 273      | 15    | 2        | 122   | 99       | 3.15     | 1.37    |

- 2024年度シーズン終了時

### 背番号
- 19（2020年 - ）
- 43（2024年〈SSG〉）
- 11（2024年〈斗山〉）